# Chloroflexus aurantiacus
Chloroflexus aurantiacus (лат.) — вид экстремально-термофильных фотосинтетических бактерий рода Chloroflexus, принадлежит к так называемым зелёным несерным бактериям. Обитает в горячих источниках. Впервые описана Б. К. Пирсон (Pierson B. K.) и Р. У. Кастенхольцем (Castenholz R. W.) в 1974 году.

## Биологические свойства
Миксотроф, факультативный анаэроб. Экстремальный термофил, рост осуществляется в диапазоне +35… +70 °C. Фотосинтез осуществляется по аноксигенному пути, в качестве донора электронов могут служить сероводород, тиосульфат, сера и водород. Способен к фиксации углекислого газа в ходе 3-гидроксипропионатного цикла, ключевыми ферментами которого являются особые ферменты малонил-кофермент А-редуктаза и пропионил-кофермент А-синтаза, подобный путь автотрофной фиксации углекислого газа встречается также у архей. Для C. aurantiacus характерно наличие т. н. хлоросом, принимающих участие в процессах фотосинтеза. Система фотосинтетических мембран регулируется концентрацией углерода в среде.

## Геном
Геном C. aurantiacus штамма J-10-fl представлен кольцевой двуцепочечной молекулой ДНК размером 5258541 п.н., содержит 3990 генов, из которых 3853 кодируют белки, процент % Г+Ц пар составляет 56 %.